# آلفرد ناکس
آلفرد ناکس (انگلیسی: Alfred Knox; ۳۰ اکتبر ۱۸۷۰ – ۹ مارس ۱۹۶۴) فرد نظامی اهل بریتانیا بود.